# Вікіпедія шотландською гельською мовою
Вікіпедія шотландською гельською мовою (шотл. гел. Uicipeid) — розділ Вікіпедії шотландською гельською мовою. Створена у 2002 році. Вікіпедія шотландською гельською мовою станом на 19 серпня 2025 року містить 15 996 статей, 30 592 зареєстрованих користувачів, 28 активних дописувачів, 5 адміністраторів
. Загальна кількість сторінок у Вікіпедії шотландською гельською мовою — 32 458, редагувань — 578 697, завантажених файлів — 290
. Глибина (рівень розвитку мовного розділу) Вікіпедії шотландською гельською мовою мала і становить 18.9 пунктів
. 

## Історія
- Листопад 2004 — створена 100-та стаття[3].
- Червень 2005 — створена 1 000-на стаття[3].
- Квітень 2014 — створена 10 000-на стаття[3].